# Nahariya
Nahariya (hebreiska: נהריה, arabiska: نهاريا, hebreiska: נהריה) är en ort i Israel.   Den ligger i distriktet Norra distriktet, i den norra delen av landet. Nahariya ligger 15 meter över havet och antalet invånare är 51 200.
Terrängen runt Nahariya är platt åt sydost, men åt nordost är den kuperad. Havet är nära Nahariya åt nordväst.Runt Nahariya är det ganska tätbefolkat, med 90 invånare per kvadratkilometer. Nahariya är det största samhället i trakten. Trakten runt Nahariya består till största delen av jordbruksmark.